# 신분활국
신분활국(臣濆活國)은 고대 한반도에 존재했던 국가로 마한의 54국 중의 하나이다. 경기도 안성시 양성면에 위치했을 것으로 추정되며, 마한의 나라들 중 하나로서 3세기초까지 독자적인 성장을 하다가 이후 백제에 복속되었다.
국명의 '臣'의 당대 재구음은 /*gin/이며 '濆'은 /*bər/ 또는 /*bən/으로 '긴벌' 정도로 재구된다.